# Avondale (Cincinnati, Ohio)
Pour les articles homonymes, voir Avondale.
Avondale est un des quartiers de Cincinnati en Ohio.
Sa population était de 11,345 habitants en 2020.
À l'origine, c'était une banlieue, qui a été annexée en 1896.
On y trouve en particulier le Zoo et Jardin botanique de Cincinnati.

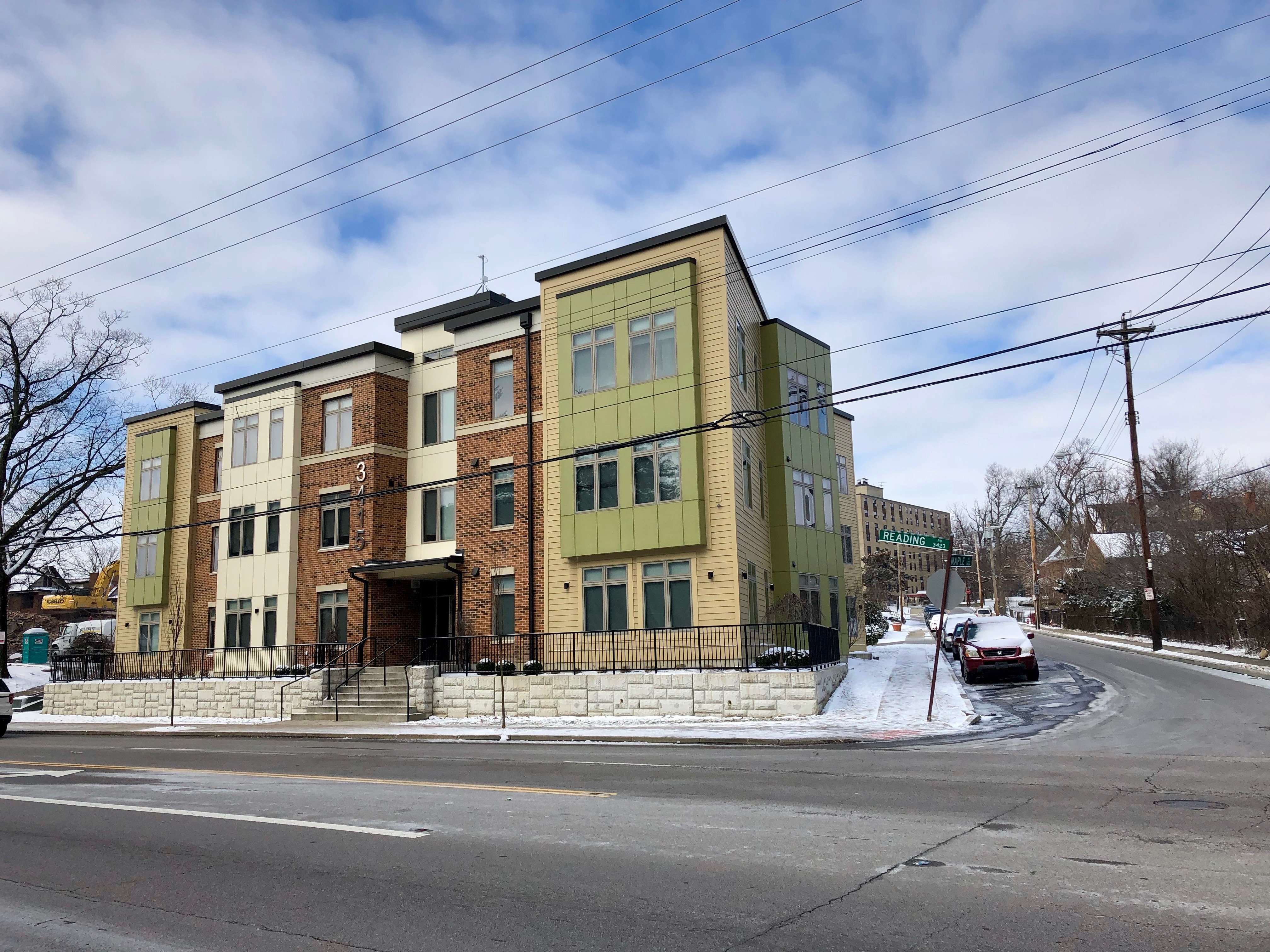
Immeuble résidentiel à Avondale, Cincinnati